# RHC Verviers
 (novembre 2016).
 (novembre 2016).
Maillots
Le Royal Hockey Club Verviers est un club de hockey sur gazon créé à Verviers (Belgique) en 1912. Aujourd'hui, le club compte plus de 300 joueurs, principalement répartis entre les diverses équipes de l'école de jeunes.
Le club a atteint la Division 1 en 1997. En 2007, Bernard Gillet succédait à Polo Franssen au poste de président du club, après 13 années passées à la tête du RHCV à l'actif de ce dernier.

## Situation
Le RHCV est situé à proximité de l'autoroute E42 (sortie 7, Heusy), jouxtant le Château de Maison-Bois et la ferme du même nom. 

## École de jeunes
L'École de jeunes du Royal Hockey Club Verviers est chapeautée par Bob Maroye, ancien international et capitaine de l'équipe nationale belge de hockey sur gazon ayant participé aux Jeux Olympiques de 1976 et ancien Stick d'Or.
Lors de la saison 2006-2007, les Scolaires (14-16 ans) ont participé au tour final pour la montée en D1.

## Quelques joueurs importants dans l'histoire du club
- Jules Pirard
- Polo Franssen
- Bernard Gillet
- Camille van Laer, qui a quitté le RHCV pour le Wellington (Uccle) (DH)
- Clémentine Darte, qui a quitté le RHCV pour l'Old Club (Liège) (D1)
- Guillaume Devos, gardien emblématique de l'équipe durant la 2eme moitié des années 2010.